# APB (videojuego de 1987)
APB (abreviatura de "All Points Bulletin") es un videojuego lanzado en salas recreativas por Atari Games en 1987. El jugador asume el papel del "Oficial Bob", un novato. Mientras Bob, los jugadores conducen por la ciudad, multan a los automovilistas por infracciones menores y detienen a los infractores más graves. Con el tiempo, los jugadores deben detener a los delincuentes para los cuales se ha convocado un boletín de todos los puntos.
El gabinete arcade parece un coche de policía, con pedal de acelerador, volante y botón de sirena, completo con luces intermitentes encima de la unidad. Las imágenes caricaturescas y el sentido del humor del juego le valieron críticas positivas. El juego fue ligeramente criticado por su dificultad; Los desarrolladores del juego admitieron más tarde que un largo ciclo de desarrollo había hecho que el juego se volviera más complicado de lo planeado originalmente.
Se lanzaron ports de APB para Amiga, Atari ST, Commodore 64, Amstrad CPC y ZX Spectrum en 1989. Las versiones domésticas fueron desarrollados en su mayoría por Tengen y publicados por Domark. Posteriormente, en 1991, se publicó una versión para la computadora de mano Atari Lynx.

## Jugabilidad
El objetivo del juego es cumplir (o superar) la cuota diaria de citar o arrestar varios tipos de infractores de la ley dentro de un límite de tiempo para el día. El jugador recibe una vista aérea de la patrulla del oficial Bob, número 54. El jugador controla el coche con el acelerador y el volante. Se otorgan bonificaciones por un "día perfecto" y cada arresto que supere la cuota. Recoger donutss extiende el límite de tiempo del día. Conducir a través de estaciones de servicio reposta combustible al coche patrulla. Conducir por el garaje "Speed Shop" mejora diariamente el coche patrulla con frenos, armas, blindaje, radar, etc.
El primer día del juego es donde el jugador debe conducir en un circuito cerrado y usar su sirena en los conos de tráfico marcados. A partir del segundo día, el jugador multará por delitos menores comunes (como tirar basura) deteniéndose detrás de él, presionando el botón de la sirena y haciendo que se detenga. Ciertos infractores requieren que se detengan más toques de sirena. Las infracciones específicas están vinculadas directamente a los vehículos distintivos (por ejemplo, solo los convertibles rosas tiran basura, y esa es la única infracción que cometerán). La excepción a esto es el exceso de velocidad, eventualmente introducido en el juego, que puede ser perpetrado por cualquier vehículo. Pronto se introducen nuevos pequeños infractores de la ley, entre los que se incluyen rabia al volante, conducir en estado de ebriedad, drogadictos, etcétera.
El juego también le da al jugador la tarea de arrestar a los delincuentes fugitivos. Cada dos días, a partir del tercer día, el jugador puede buscar un A.P.B. ("Boletín de todos los puntos"). El escenario comenzará con una escena de varios oficiales vistos en silueta donde el Jefe muestra una fotografía policial de un sospechoso buscado por un delito grave, el vehículo al que hay que estar atento, junto con las palabras "Atrapa a este delincuente hoy". Se pueden esperar ejemplos de delitos graves, como la venta de narcóticos, prostitución, terrorismo o incendio intencional, o menos comunes, como un día en el que robaron un camión lleno de combustible nuclear, y Se ordena al oficial Bob que lo recupere.
Cuando un fugitivo es capturado y devuelto a la estación, el jugador debe sacudir violentamente al sospechoso para obtener una confesión confesión (ley) antes de que el Jefe entre a la habitación. Esto se hace llenando el "Confess-O-Meter" tocando alternativamente los botones "fuego" y "sirena". La A.P.B. se nombra a los sospechosos, a menudo de acuerdo con su delito: "Bernie Gasman" (buscado por incendio provocado), "Cool Hand Duke" (buscado por proxenetismo), "Buzz Geiger" (buscado por robo de combustible nuclear). Si el oficial Bob lleva a un sospechoso de la APB a la estación y lo obliga a confesar, se mostrará una pantalla de "Bob's Top 10" donde luego se pone al convicto tras las rejas y un breve tono musical similar a "Dragnet". En caso de que el Jefe entre a la habitación y vea a Bob sacudiendo al sospechoso, el sospechoso será liberado debido a brutalidad policial y el jugador será penalizado con un demérito, más un demérito adicional por cada elemento de la cuota que no se acumuló.
Después del día 16, no se presentan otros infractores menores. La cuota diaria será una combinación de las anteriores. Otros pequeños infractores que se ven en el juego pero que no se presentan formalmente son autoestopistas y automovilistas angustiados, vistos por un hombre que trabaja en un automóvil en un arcén de la carretera y su esposa diciendo "¡Ayuda!" en el que el oficial Bob les dará una multa de 75 dólares por su tiempo y ayuda.
Una especie de indicador de vida del juego es un medidor de deméritos. El juego termina cuando este medidor llega al máximo. Cuando se alcanza el límite de deméritos, se muestra el mensaje "DEMASIADOS DEMÉRITOS. ESTÁS DESPEDIDO.", junto con el oficial Bob siendo arrastrado fuera del auto, esposado y arrojado a la parte trasera de un carro arrozal o en un cubo de basura. Los deméritos se acumulan por chocar con conos y otros vehículos con la sirena apagada, disparar a vehículos no infractores, chocar con donuts y peatones, quedarse sin gasolina (si se cumple la cuota) y no obtener una confesión de un A.P.B. Además, los deméritos provienen de la explosión del automóvil del jugador al ser golpeado con dinamita, colisiones a alta velocidad con trenes y otros obstáculos, e intentar saltar pozos de construcción a una velocidad demasiado baja. Alcanzar una determinada puntuación, tener un día libre de deméritos o, en raras ocasiones, encontrar una bolsa de dinero con un premio en su interior que diga "DEMÉRITO BORRADO" perdonará un demérito.
Si no se cumple con la cuota cuando se acabe el tiempo, habrá una de cuatro escenas cómicas, donde el Jefe viste al Oficial Bob por un desempeño deficiente, ya sea quemado por el "aliento de dragón", estrangulado por el Jefe tirando del cuello de Bob, rompiéndole la nariz, tocar la bocina o tener su gorra de patrullero cubriéndole los ojos. Además, el jugador también recibirá un demérito multiplicado por cada infracción no multada. Si esto sucediera en un A.P.B. día, pero el jugador detuvo con éxito al sospechoso más buscado, el oficial Bob está exento de la cuota. Si el jugador alcanza la cuota, recibirá un mensaje de radio "Coche 54, regrese a la estación", y el jugador deberá regresar al punto de partida o a otra estación de policía que tenga patrullas estacionadas y un espacio marcado "Reservado para el oficial Bob". En este caso, mostrará a un jefe agradable comentando "Buen trabajo" al oficial Bob.
El mueble de juego suele ser un mueble vertical estándar. Los controles principales constan de un volante, un botón de sirena, un botón de "disparo" para la pistola y un pedal del acelerador. El gabinete tiene dos luces en la parte superior, roja y azul, que parpadean cuando el jugador presiona el botón de la sirena. Las unidades cuentan con un asiento desmontable que se puede usar para convertir el gabinete en un juego para sentarse.

## Desarrollo
Según miembros del equipo que trabajó en el juego, APB tuvo un largo proceso de desarrollo. A lo largo del largo desarrollo, se agregaron continuamente nuevas ideas de juego, como las tiendas del juego. Los desarrolladores admitieron que, como resultado, el juego final pudo haber sido demasiado complejo.

## Recepción
El juego disfrutó de un éxito moderado en el mercado. Sus gráficos de alta resolución y su novedoso diseño de gabinete, con luces intermitentes encima, aumentaron su atractivo inicial. El juego se destacó por su dificultad creciente, con The Games Machine llamándolo a veces "absolutamente frustrante". Sin embargo, los gráficos y el sonido caricaturescos del juego junto con su humor fueron bien recibidos, y Your Sinclair lo calificó como "uno de los juegos más divertidos del año" y Computadora y videojuegos calificándolo de "divertidísimo". La jugabilidad única también fue elogiada; The Games Machine lo llamó "como un soplo de aire fresco". y Crash dijeron que el juego era "refrescantemente diferente de la masa habitual de bash-or-blast'em ups"
En una revisión retrospectiva de Allgame, Paul Biondich escribió que la jugabilidad "resistió la prueba del tiempo" y que el diseño único del gabinete arcade distinguió al juego entre las salas recreativas. También escribió que diez años después de su lanzamiento, el juego seguía siendo gráficamente impresionante. Además, elogió la profundidad del juego, la curva de dificultad y el valor de repetición.

### Atari Lynx
La versión de Atari Lynx fue revisada por la revista CVG en su edición de agosto de 1991, dándole al juego una puntuación de 88 sobre 100. Robert A. Jung también revisó el juego en Lynx calificándolo de "adaptación decente del juego original" y que "la jugabilidad es justa y se ve reforzada por un sonido y gráficos muy apropiados y entretenidos". Dando una calificación de 8.5 sobre 10. La revista Raze también revisó el juego en su edición de septiembre de 1991. A Julian Boardman le gustaron los coloridos gráficos y sonidos de dibujos animados y encontró el juego divertido, pero después de un tiempo irritante. También encontró el juego bastante complicado de dominar y le dio una puntuación del 83%.

## Legado
El juego llegó a GameCube, PlayStation 2 y Xbox como parte de Midway Arcade Treasures 2 y a Microsoft Windows como parte de Midway Arcade Treasures Deluxe Edition. Fue lanzado nuevamente como parte de la compilación Midway Arcade Origins en 2012.